# 中央研究院評議會
中央研究院評議會，是中華民國中央研究院的常設評議機構，創立於1935年。

## 歷史沿革
1935年4月，國民政府修正《國立中央研究院組織法》，製訂《國立中央研究院評議會條例》，設立中央研究院評議會。中央研究院院長兼任評議會議長（首任議長為蔡元培），院長及各直轄研究所所長為當然評議員（後來又加入中研院總幹事），同時設聘任評議員，由院長及國立大學校長選舉。評議會任期五年，每年開會。評議會的職責包括：決定中央研究院研究學術之方針，促進國內外學術研究之合作與互助，院長出缺時推舉院長候補人等。同年9月，選舉產生第一屆聘任評議員30人。
1947年3月，國民政府修正《國立中央研究院組織法》，設立中央研究院院士，規定首批院士由評議會選舉，之後由院士選舉新的聘任評議員。1948年3月，第二屆評議會選舉產生中央研究院第一屆院士。同年9月，第一次院士會議選舉產生第三屆聘任評議員。
1949年，中央研究院從南京遷往台灣，大多數第三屆評議員留在中國大陸。1957年4月，第二次院士會議補選了一部分聘任評議員。此後，聘任評議員選舉常態化，至2021年為止共選出24屆。
在2009年之前，評議員互相推選產生評議會秘書一名，處理評議會日常事務。歷任評議會秘書為：丁文江、翁文灝、楊樹人、阮維周等。

## 職權、構成與任期
根據2006年修正的《中央研究院組織法》，目前評議會的職權包括：
1.議定中研院研究學術計畫；
2.評議關於研究組織及工作興革事宜；
3.促進國內外學術合作及聯繫；
4.受中央政府委託，規劃學術發展方案；
5.中央研究院院長任期屆滿、辭職或出缺時，選舉院長候選人；
6.其他依中研院組織法規定掌理之事項。
中央研究院院長、副院長、各研究所所長及各研究中心主任為當然評議員，並以院長為評議會議長。聘任評議員30-50人，由院士選舉，經中研院呈請總統聘任之，任期三年，連選得連任。評議會每年開會兩次。

## 歷屆聘任評議員

### 第1屆
1935年9月選舉（30人）
李書華、姜立夫、葉企孫、吳憲、侯德榜、趙承嘏、李儀祉、淩鴻勛、唐炳源、秉志、林可勝、胡經甫、謝家聲、胡先驌、陳煥鏞、丁文江、翁文灝、朱家驊、張雲、張其昀、郭任遠、王世、何廉、周鯁生、胡適、陳垣、陳寅恪、趙元任、李濟、吳定良
補選（2人）：葉良輔（1936）、茅以昇（1939）

### 第2屆
1940年7月選舉（30人）
姜立夫、吳有訓、李書華、侯德榜、曾昭掄、莊長恭、淩鴻勛、茅以昇、王寵佑、秉志、林可勝、陳楨、戴芳瀾、陳煥鏞（1944年開除）、胡先驌、翁文灝、朱家驊、謝家榮、張雲、呂炯、唐鉞、王世、何廉、周鯁生、胡適、陳寅恪、陳垣、趙元任、李濟、吳定良
補選（1人）：錢崇澍（1944）

### 第3屆
1948年9月選舉（32人）
（斜體字為1949年後留在中國大陸，無法繼續履行職務者）
陳省身、蘇步青、吳有訓、李書華、葉企孫、莊長恭、翁文灝、竺可楨、茅以昇、淩鴻勛、秉志、伍獻文、陳楨、胡先驌、錢崇澍、李宗恩、林可勝、馮德培、湯佩松、俞大紱、湯用彤、馮友蘭、胡適、陳垣、趙元任、李濟、梁思成、王寵惠、王世、周鯁生、錢端升、陳達
增選：
1957年4月（5人）：張其昀、梅貽琦、董作賓、趙連芳、錢思亮
1958年4月（5人）：朱家驊、李先聞、潘貫、姚從吾、楊樹人